# Грицкалица
Грицкалица је направа за сечење ноктију. Притиском на крајеве грицкалице долази до спајања сечива који врше одсецање дела нокатне површине.

## Дизајн
Најчешће се грицкалице праве од нерђајућег челика. У оквиру грицкалице може се наћи и мали нож или турпија за нокте. Најчешћи се прави модел који ради на принципу полуге, али постоји и модел у облику клешта.

## Историја
Направе за сечење ноктију, датирају из периода између деветог и шестог века пре нове ере. Прва грицкалица, у данашњем облику, је патентирана 1875. у САД. Власник патента био је извесни Валентин Фогерти.